# Symfonie nr. 2 (Hartmann)
Karl Amadeus Hartmann voltooide zijn Symfonie nr. 2 in 1946.
De symfonie bestaat uit slechts één langzaam deel Adagio en duurt ongeveer een kwartier. Het werk begint met lange zangerige melodielijn voorgeschreven door de baritonsaxofoon, een saxofoon die ten tijde van het schrijven van het werk nauwelijks voortkwam binnen de klassieke muziek. De muziek voert terug op het Nazi-regime in Duitsland voor en tijdens de Tweede Wereldoorlog. Het leidde tot massamoord tijdens veldslagen, concentratie- en vernietigingskampen, maar tevens tot vernietiging van erfgoed in Duitse steden als gevolg van bombardementen door geallieerden. Hartmann probeerde zich ervan af te schermen door in eenzame zelfopsluiting te gaan; zijn muziek werd verboden om uit te voeren. De baritonsaxofoon zou staan voor de eenling tegenover een kwaadaardig regime.
Hartmann schreef een groot symfonieorkest voor:
- 3 dwarsfluiten (III ook piccolo), 3 hobo’s (III ook althobo),  2 klarinetten 3 fagotten (III ook contrafagot)
- baritonsaxofoon (tevens klarinet III)
- 4 hoorns, 3 trompetten, 3 trombones, 1 tuba
- pauken, vier man/vrouw percussie (triangel, gongs, tamtam,  glockenspiel, buisklokken, bekkens, tamboerijn, kleine trom, grote trom), xylofoon, vibrafoon, harp, celeste, piano
- violen, altviolen, celli, contrabassen

De eerste uitvoering vond plaats in Donaueschingen op 10 september 1950; orkest van dienst was Orchester des Südwestfunks. Na de première stond het werk regelmatig op de lessenaars van orkesten verspreid over de wereld. Daarbij kwam regelmatig de dirigent Christoph von Dohnányi voor, die leiding gaf een uitvoeringen in Israël, Duitsland  (Münchner Philharmoniker) en Oostenrijk (Wiener Philharmoniker). Andere bekende dirigenten, die leiding gaven aan het werk waren Ingo Metzmacher (die vaker werken van Hartmann uitvoerde), Hans Zender, Lorin Maazel,  Lucas Vis (2011 in München) en Valery Gergiev. James Gaffigan leidde het Radio Filharmonisch Orkest op 26 januari 2013 in het Koninklijk Concertgebouw in een serie gewijd aan alle symfonieën van Hartmann; het is voor zover bekend de enige uitvoering van het werk in Nederland en België (gegevens 2020). Opnamen van die gehele serie werden door Challenge Records op compact discs uitgebracht.